# Hérault
Hérault là một tỉnh của Pháp, thuộc vùng hành chính Occitanie, tỉnh lỵ Montpellier, bao gồm 3 quận với các quận lỵ còn lại là: Béziers, Lodève.

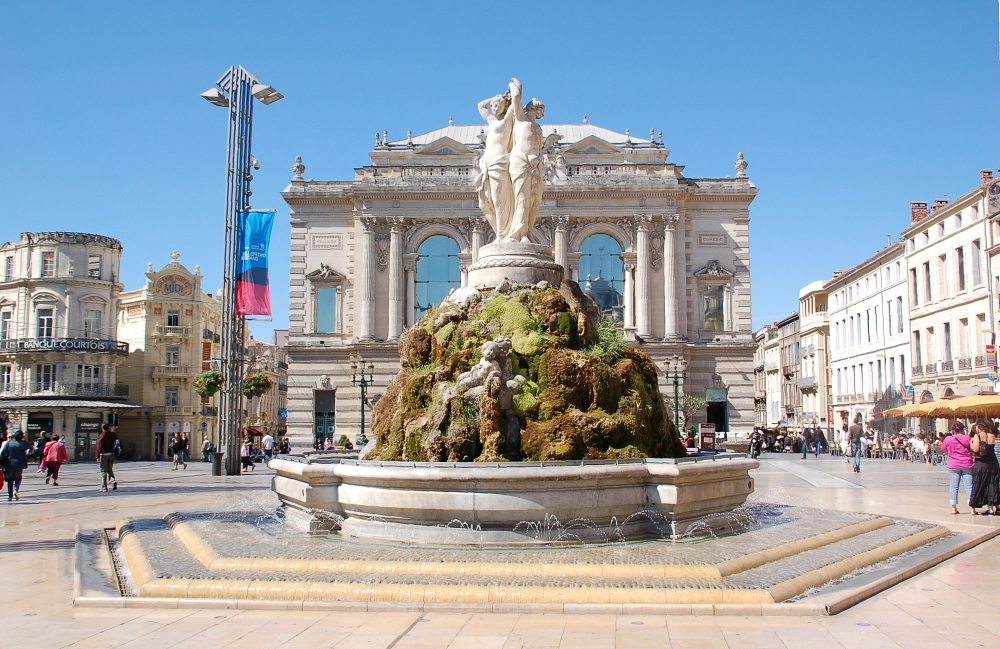
Montpellier